# Thế kỷ 19 kéo dài
Thế kỷ 19 kéo dài là một thuật ngữ được đặt ra cho khoảng thời gian 125 năm bao gồm các năm từ 1789 đến 1914 bởi nhà phê bình và tác giả văn học Nga Ilya Ehrenburg và nhà sử học và tác giả Marxist người Anh Eric Hobsbawm. Thuật ngữ này đề cập đến khái niệm rằng khoảng thời gian từ năm 1789 đến năm 1914 phản ánh sự phát triển của các ý tưởng vốn là đặc trưng cho sự hiểu biết về thế kỷ 19 ở châu Âu.

## Khái niệm
Khái niệm này là sự phỏng theo khái niệm của Fernand Braudel vào năm 1949 về le long seième siècle ("thế kỷ 16 kéo dài" 1450–1640) và "một phạm trù lịch sử văn học được công nhận", mặc dù một thời kỳ thường được định nghĩa rộng rãi và đa dạng bởi các học giả khác nhau. Nhiều tác giả, trước và sau khi xuất bản năm 1995 của Hobsbawm, đã áp dụng các hình thức mô tả hoặc tiêu đề sách tương tự để chỉ ra một khung thời gian chọn lọc cho các tác phẩm của họ, chẳng hạn như: S. Kettering, "French Society: 1589–1715 - thế kỷ XVII dài", E. Anthony Wrigley, "Dân số Anh trong thế kỷ mười tám 'dài', 1680–1840", hoặc D. Blackbourn, "Thế kỷ mười chín dài: Lịch sử nước Đức, 1780–1918". Tuy nhiên, thuật ngữ này đã được sử dụng để hỗ trợ các ấn phẩm lịch sử nhằm "kết nối với nhiều đối tượng hơn" và thường xuyên được trích dẫn trong các nghiên cứu và thảo luận về các lĩnh vực học thuật, chẳng hạn như lịch sử, ngôn ngữ học và nghệ thuật.

## Tổng quan
Hobsbawm đưa ra phân tích của mình trong The Age of Revolution: Europe 1789–1848 (1962), The Age of Capital: 1848–1875 (1975) và The Age of Empire: 1875–1914 (1987). Hobsbawm bắt đầu thế kỷ 19 kéo dài của mình với cuộc Cách mạng Pháp, cuộc cách mạng tìm cách thiết lập quyền công dân toàn dân và bình đẳng ở Pháp, và kết thúc nó với sự bùng nổ của Chiến tranh thế giới thứ nhất, kết luận rằng vào năm 1918, cán cân quyền lực lâu dài của châu Âu vào thế kỷ 19 thích hợp (1801–1900) đã bị loại bỏ. 
Trong phần tiếp theo của bộ ba nói trên, The Age of Extremes: The Short Twentieth Century, 1914–1991 (1994), Hobsbawm kể chi tiết về thế kỷ 20 ngắn (một khái niệm được đề xuất bởi Iván T. Berend) bắt đầu từ Thế chiến I và kết thúc với sự sụp đổ của Liên Xô.
Một phiên bản khái quát hơn của thế kỷ 19 dài, kéo dài từ 1750 đến 1914, thường được Peter N. Stearns sử dụng trong bối cảnh của trường lịch sử thế giới.